# Lectine

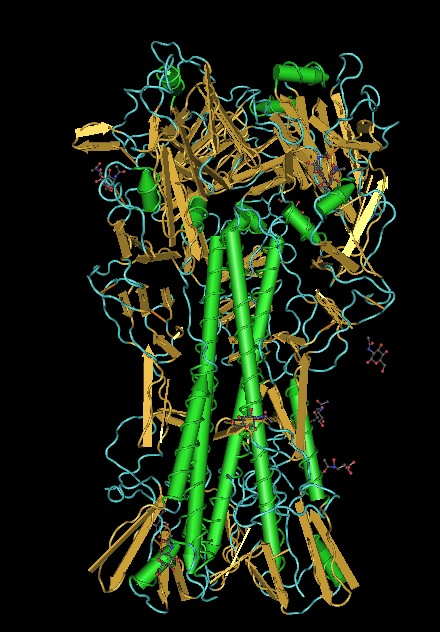
Lateraal hemagglutinine

Lectines zijn een groep van complexe proteïnes of glycoproteïnes, die aan specifieke koolhydraatstructuren (oligosachariden) binden en daardoor in staat zijn, zich specifiek aan cellen in het bijzonder aan celmembranen te binden en van daar uit biochemische reacties te initiëren. Ze hebben echter geen enzymatische activiteit.
Lectines kunnen verschillende stofwisselingsprocessen beïnvloeden, zoals de celdeling, de ribosomale eiwitsynthese, de agglutinatie van cellen (vandaar de oude benaming „hemagglutinine“; Lectine komt van het Latijnse legere „lezen“, „uitkiezen“) en het immuunsysteem.

## Voorkomen
Lectines komen vooral in het plantenrijk voor, maar kunnen ook van dierlijke of bacteriële oorsprong zijn. Zo bevat bijvoorbeeld een bacteriële pilus lectines.
Het bekendst zijn de lectines van plantaardige oorsprong, bijvoorbeeld het fytohemagglutinine uit rauwe bonen, dat door koken vernietigd wordt. Andere lectines zijn meer hitteresistent, maar vaak ook niet toxisch, bijvoorbeeld lectines uit de aardappel. Het maag-darmstelsel van de mens wordt regelmatig aan lectines blootgesteld. Niettemin kunnen lectines maar zelden intact de bloedbaan bereiken. De meeste lectines worden tijdens de voedselbereiding of in het maag-darmkanaal afgebroken. Lectines in peulvruchten worden na 10 minuten koken onschadelijk gemaakt.
Ook het toxische ricine uit bonen van de wonderbomen is een lectine.
Lectines bevinden zich meestal aan de buitenste membraanoppervlakken en hebben een complexe structuur.

## Functies
Lectines hebben een functie in de communicatie en interactie tussen cellen. Daarbij hebben lectines meerdere bindingsplaatsen voor specifieke suikers. Deze som van zwakke interacties resulteert in een specifieke, stabiele interactie die op ieder ogenblik kan worden onderbroken. Verschillende types lectines bevorderen cel-interactie.
Lectines spelen ook een rol in het complementsysteem.
Calnexine is een voorbeeld van een lectine dat door binding met specifieke koolhydraten kan helpen bij de eiwitopvouwing.
Een gelijkaardig eiwit is calreticuline.
Een voorbeeld is selectine. Selectines, die zich bevinden op endotheelcellen (die voorkomen in bloedvaten en lymfeknopen), kunnen suikerresidu's binden die zich bevinden op cellen van het immuunsysteem of op bloedplaatjes om zo die cellen naar plaatsen van een ontsteking te leiden.
De rol van lectines in planten is nog onduidelijk.

## Werkingsmechanisme en pathologie
Het werkingsmechanisme van lectines lijkt op dat van een bestrijdingsmiddel. Zo is ricine een krachtige remmer van de ribosomale proteïnenbiosynthese. Vanwege hun toxiciteit vinden sommige lectines toepassing als bestrijdingsmiddel tegen insecten. Door de agglutinerende eigenschappen kan het ook tot vorming van stolsels komen, die de bloedbaan kunnen verstoppen.
Hemagglutinine, een influenza-eiwit kan aan glycoproteïnen binden, bijvoorbeeld aan siaalzuur.
Ook de binding tussen gp120 (glycoproteïne) en de CD4-receptor bij hiv-infectie (aids) komt tot stand door de binding tussen een eiwit (CD4-receptor) en koolhydraten.

## Toepassingen bij onderzoek
Het feit dat lectines specifiek aan sommige sachariden binden maakt ze heel bruikbaar in het laboratoriumonderzoek. Lectines uit planten worden vaak gebruikt als affiniteitsreagentia om specifieke glycoproteïnen uit een monster te zuiveren. Lectines worden ook gebruikt als marker om glycoproteïnen op het celoppervlak waar te nemen.